# Brasilianisierung
Brasilianisierung des Westens ist eine vom deutschen Soziologen Ulrich Beck Ende der 1990er Jahre in die soziologische Debatte eingeführte Kurzformel für den von ihm vermuteten sozialen Wandel Europas in Richtung einer zunehmenden sozialen Ungleichheit.

## Begriffsbedeutung und Ursachen
Beck versteht den Begriff wie folgt: Brasilianisierung meint den Einbruch des Prekären, Diskontinuierlichen, Flockigen, Informellen in die westlichen Bastionen der Vollbeschäftigungsgesellschaft. Damit breitet sich im Zentrum des Westens der sozialstrukturelle Flickenteppich aus, will sagen: die Vielfalt, Unübersichtlichkeit und Unsicherheit von Arbeits-, Biographie- und Lebensformen des Südens.
Beck sieht die genannten Veränderungen als Folge der Globalisierung mit dem neoliberalen Paradigma eines vollständig freien Marktes voraus. Diese gingen einher mit einer sich ändernden Schichtung postindustrieller westlicher Gesellschaften hin zu einer Arbeitskultur mit den Standards der Entwicklungsländer und einer zerfallenden Bürgergesellschaft. Seine Skizze sagt somit den europäischen Staaten einen Entwicklungsrückgang voraus, der sich – seit den 1920er Jahren vorweggenommen – im (zu Europa relativen) Abstieg etlicher lateinamerikanischer Staaten bereits durchgesetzt hat. Er ist charakterisiert durch eine Zerrüttung der Mittelschichten, eine Öffnung der Einkommensschere und durch Armutsszenarien, die bislang nur aus Ländern der Dritten Welt bekannt waren. Brasilien, aber auch Chile, Argentinien, Uruguay oder Costa Rica könnten hier genannt werden.

## Rezeption
Der Begriff wurde ab Mitte der 2000er Jahre auch durch Franz Josef Radermacher in der Forderung nach einer Änderung des politischen Systems in Richtung einer weltweiten ökosozialen Marktwirtschaft aufgegriffen. Er verbindet damit nicht nur die von Beck genannten Armutsszenarien, sondern eine Zweiklassengesellschaft mit einer großen Masse an Menschen, die weitestgehend in Armut lebt und eine elitäre Oberschicht, die ähnlich wie in Brasilien Reichtum anhäuft.